# Louis-Marie Quicherat
Pour les articles homonymes, voir Quicherat.
Louis-Marie Quicherat, né le 13 octobre 1799 à Paris et mort le 17 novembre 1884 à Paris, est un latiniste français, notamment connu pour être l’auteur de deux dictionnaires bilingues latin-français et français-latin.

## Biographie
Né à Paris le 13 octobre 1799, Louis-Marie Quicherat est le frère aîné de l'historien Jules Quicherat. Il fréquente d'abord le Lycée impérial, futur lycée Louis-le-Grand, où il côtoie Eugène Burnouf et Louis Hachette. Reçu au Pensionnat normal, section « Lettres », en 1819, il est agrégé de l'Université en 1826. Il enseigne pendant longtemps la grammaire et la rhétorique, puis devient directeur de la bibliothèque Sainte-Geneviève. En 1864, il est élu membre de l'Académie des inscriptions et belles-lettres. Louis-Marie Quicherat meurt en son domicile dans le 6e arrondissement de Paris le 17 novembre 1884, épuisé par le travail incessant sur les révisions de ses dictionnaires (selon son petit-neveu Émile Chatelain dans la préface de la 20e réédition). Dans cette préface, on loue « l’énergique opiniâtreté de cet érudit, qui donnait au latin seize heures par jour, qui se préoccupait peu des questions étrangères au latin, et dont les facultés engourdies à la fin de sa vie ne pouvaient être réveillées que par une conversation latine ».
Il meurt à son domicile, 16 rue de Savoie à Paris. Ses obsèques sont célébrées à l'église Saint-Séverin de Paris et il est inhumé au cimetière du Montparnasse.

## Œuvres
Il a réalisé de nombreux manuels scolaires, de musique, de latin et de français. Parmi les nombreux ouvrages qu'il a écrits, les plus célébrés furent les Dictionnaires Latin-Français et Français-Latin qui ont été les ouvrages de référence des latinistes durant l'essentiel du XIXe siècle et le début du XXe siècle et ont connu d'innombrables rééditions. Le dictionnaire latin-français a été supplanté ensuite dans l'usage des écoliers par le Dictionnaire illustré latin-français de Félix Gaffiot (1934), qui se fondait sur des méthodes lexicologiques plus modernes, et se centrait plus résolument sur le latin classique de Cicéron et César.

« (…) Il savait une foule de choses et les savait fort bien. Il ne manquait pas de vues sur les problèmes scientifiques. Il avait des lettres. Hubert disait : “C’est lui qui nous a fait apprendre à tous ce que nous possédons de latin. Et c’est du vrai latin, du latin à 95 % de Quicherat. Pas d’erreur. Papa, dans les commencements, vérifiait tous les six mois. Il avait, sans nous le dire, un peu peur. C’est que M. Lavoine serait tout à fait capable d’inventer un latin à lui, qui ne vaudrait rien pour le bac, mais qui serait très épatant quand même.” »

— Georges Duhamel, Suzanne et les jeunes hommes, 1941.
- Louis Quicherat et A. Daveluy, Dictionnaire latin français : rédigé sur un nouveau plan... par MM. L. Quicherat et A. Daveluy..., Hachette, 1857
- Louis Quicherat, Dictionnaire français-latin : composé sur le plan du dictionnaire latin-français et tiré des auteurs classiques latins pour la langue commune, des auteurs spéciaux pour la langue technique, des Pères de l'Église pour la langue sacrée et du glossaire de Du Cange pour la langue du moyen âge : par L. Quicherat, Paris, Hachette, 1858, 1551 p. (ISBN 2-01-004184-4)

## Distinctions
- Officier de la Légion d'honneur (décret du 11 janvier 1876). Il est fait officier par Émile Egger.